# Takashi Kawanishi
Takashi Kawanishi (川西 隆, Kawanishi Takashi) est un footballeur international japonais. Il évoluait au poste de milieu de terrain.

## Biographie
Takashi Kawanishi reçoit trois sélections en équipe du Japon lors de l'année 1934, sans inscrire de but.